# Rhabdiopteryx navicula
Rhabdiopteryx navicula är en bäcksländeart som beskrevs av Günther Theischinger 1974. Rhabdiopteryx navicula ingår i släktet Rhabdiopteryx och familjen vingbandbäcksländor. Inga underarter finns listade i Catalogue of Life.